# Альварес, Марсело Рауль
Марсело Рауль А́льварес (исп. Marcelo Raúl Álvarez; род. 27 февраля 1962, Кордова, Аргентина) — аргентинский оперный певец (лирический тенор).

Один из лучших теноров современности, Марсело Альварес неизменно востребован ведущими оперными театрами, став воплощением феноменально успешной карьеры и мгновенного признания.   

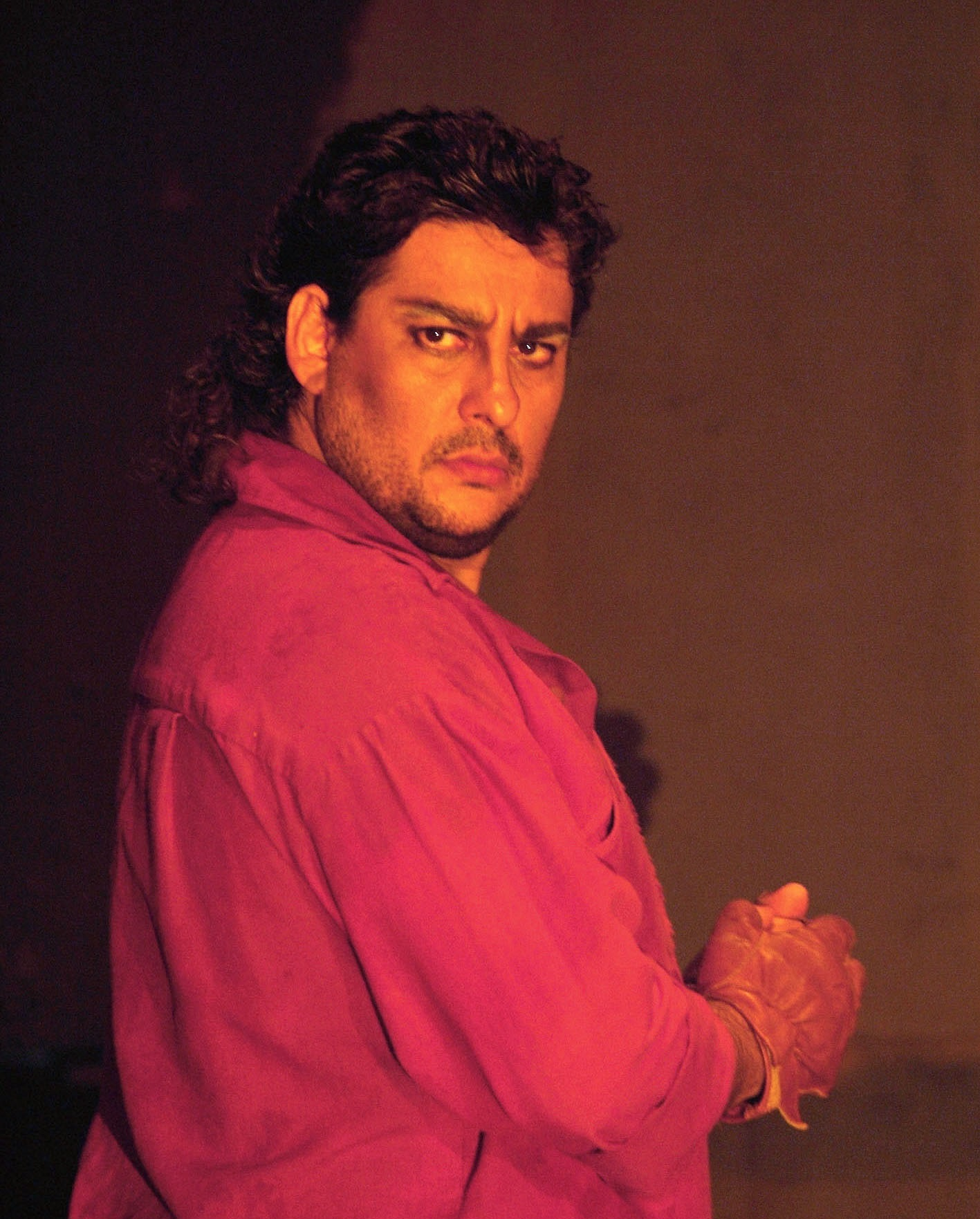
Марсело Альварес в партии Манрико, дебют в Пармском Театре Реждо, Италия, апрель 2006 года.

## Биография
Марсело Альварес родился в семье, не связанной с музыкой. Его отец был владельцем частного мебельного производства и, несмотря на погруженность в музыкальный мир с самого детства, Альварес готовился к предпринимательской карьере. Он успешно пел в детском хоре и был членом школьного оркестра, хотя игра на пианино, по его собственному признанию, была несовершенна ввиду медлительности рук. В 17 лет он получил диплом о музыкальном образовании, но обучение в экономическом университете и работа управляющего в компании отца отвлекли Альвареса от музыкальных интересов.

## Карьера

### Становление (1994-1999)
Получив образование, Альварес не утратил интереса к пению, предпочитая, однако, популярные музыкальные жанры типа роковых композиций группы Queen. Встретив свое тридцатилетие, благодаря наблюдениям своей супруги Патриции, он внезапно открыл в своем голосе академический потенциал.
Свой первый оперный спектакль — «Травиату» Верди, ещё в качестве зрителя, он увидел в Кордове, в 1992 году, и страстно влюбился в оперную музыку. В этот период он организовал концерт для своих друзей и убедился в перспективности освоения нового жанра. Ещё не определившись с репертуарными границами, он заучивал самые разнообразные арии. Профессиональная подготовка и обучение заняли всего несколько месяцев. Для этого он ежедневно совершал многочасовые автобусные поездки в столицу, Буэнос-Айрес. Его преподавателем по вокалу стала Норма Риссо, оценившая природную постановку голоса и энтузиазм своего ученика. Она посулила оперному неофиту успешную международную карьеру и признание в ближайшие пять лет. Альварес страстно желал любой сопричастности оперному миру, даже в качестве хориста. Однако его ждала оперная сцена. Он был принят в театр Кордовы и его сценический дебют состоялся в июне 1994 году в «Севильском цирюльнике» Россини. Его участие в спектакле было случайностью — заболел исполнитель партии Альмавивы и Альварес согласился на предложенную дирижером авантюру — за несколько дней до представления выучить неизвестную партию. Его успех открыл для него путь в столицу. Дебют в столичном театре Авенида состоялся в зарзуэле Морено Торробы «Луиза-Фернанда» в партнерстве с Измаэлем Понсом, который пригласил его в испанскую Менорку для участия в зарзуэле «Марина» в 1996 году и представил прославленному испанскому баритону Хуану Понсу. В декабре 1994 года его ждал оглушительный успех в партии Неморино в «Любовном напитке» Доницетти, поставленном в Римском театре. Успех у публики был поддержан одобрением великих оперных метров — Джузеппе ди Стефано, прослушивавшего Альвареса в Театре Колон, и Лучано Паваротти, председательствовавшего в 1994 году в жюри Южно-Американского тура своего вокального конкурса и присвоившего Альваресу победу вместе с приглашением на финальный этап в Филидельфию. Однако, ряд безуспешных прослушиваний в Театре Колон — оперном центре Аргентины — заставили Альвареса воспользоваться предложением ди Стефано и Паваротти и поехать в Европу. В 1995 году он с семьей переехал в Италию и решил принять участие в вокальном конкурсе Павии, призом которого был ангажемент в венецианском Театре Ла Фениче — партия Эльвино в «Сомнамбуле» Беллини. Альварес, успешно победив в соревновании, стал готовиться к этой партии, зная лишь несколько дуэтов из неё. Его наставником в этот период стала итальянское меццо-сопрано Франка Матиуччи. В феврале 1996 года Альваресу выпала честь заменить Альфредо Крауса в преддверии постановки «Пуритан» Беллини. Блистательно преодолев вызовы сложнейшей партии Артура Талбота, Альварес также успешно покорил предельные границы теноровой тесситуры и в партии Тонио из "Дочери полка" Доницетти. 
Театр Ла Фениче пригласил его в своё европейское турне, а вскоре, в 1996 году, он согласился замещать заболевшего тенора в Генуэзском театре Карло Феличе рядом с великой Мариэллой Девией в премьерной постановке оперы «Травиата». В этой же партии Альфреда в 1998 году он дебютировал на сцене Метрополитен-Оперы. В ноябре 1997 года он дебютировал в Королевском Альберт-Холле в концертном исполнении «Линды ди Шамуни» Доницетти, а в 1998 году в этой же роли он впервые покорил сцену Ла Скала. В Милане в 2002 году он также с большим успехом выступил в еще одной белькантовой партии - Дженнаро в "Лукреции Борджиа" Доницетти в партнерстве с выдающимися итальянскими певцами Мариэллой Девией, Даниэлой Барчеллоной и Микеле Пертузи. Вскоре, по инициативе Ковент-Гардена принял участие в оперном фестивале в Баден-Бадене, где познакомился с сэром Георгом Шолти, дирижировавшим новой постановкой «Травиаты». Репетируя с мэтром, Альварес заинтересовался предложением дирижера попробовать силы во французском репертуаре. Опыт в этой рафинированной оперной стилистике у него уже имелся — весной 1996 года он триумфально дебютировал в титульной партии в «Вертере» Массне в Генуе, замещая Альфредо Крауса, который отменил выступление по причине болезни супруги. Этот оглушительный успех у итальянской оперной критики гарантировал ему контракт с звукозаписывающей студией Sony Classical, который предполагал ежегодный выпуск шести сольных альбомов. В образе Вертера он предстал и на французской сцене, в Опере Тулузы, где в 2007 году он также впервые исполнил партию Хозе из оперы «Кармен».
Дебют в знаковой для карьеры Альвареса партии Герцога из «Риголетто» состоялся в 1997 году в итальянском Триесте. Эта роль в ближайшие три года завоевала восторг публики большинства мировых оперных центров, в том числе, Арены ди Верона, Театра Колон и брюссельского Ла Монне, организовавшего первую европейскую трансляцию постановки в июне 1999.

### Профессиональное признание (2000-Настоящее время)
В 2000 году, Альварес впервые покорил сцену Ковент-Гардена в главной партии «Сказок Гофмана» Оффенбаха. Этот успех стал гарантией десятилетнего сотрудничества с лондонским театром. Очередным триумфом стала «Манон» Массне на сцене Парижской Оперы в паре с Рене Флеминг в 2001 году. А в 2003 году, в Венской опере он исполнил партию Ромео в «Ромео и Джульетте» Гуно. Не менее удачным был его дебют в другой опере этого композитора — «Фаусте», в 2000 году на сцене Баварской Оперы. Официальным признанием его вокальных достоинств стало участие в первом международном оперном конкурсе, организованном в 1995 году по инициативе Лейлы Генджер. Он удостоился второго приза и стал единственным за историю этого соревнования носителем мужской голоса, вошедшим в тройку победителей.
Однако, оценивая потенциал своего голоса и советы фониатора, Альварес осознал возможность выйти за пределы лирического репертуара и постепенно расширить амплуа за счет более спинтовых, драматических партий. Однако этот путь он решил пройти последовательно, методично подготавливая голос к возрастающей нагрузке. И поэтому его сигнатурными партиями на первом этапе карьеры стали Герцог и Альфред из «Риголетто» и «Травиаты» Верди и Эдгар из «Лючии ди Ламмермур» Доницетти. И по этой же причине он отклонил предложение Клаудио Аббадо, с которым он работал в 1998 году в «Фальстафе», участвовать в новой постановке «Симона Бокканегры».
Дебютировав в Лондонских постановках «Луизы Миллер» (2003 год) и «Бал-Маскарада» (2005) и в Пуччиниевской «Богеме» в Миланском Ла Скала (2003 год), Альварес продолжил восхождение к вершинам оперного Олимпа. Вскоре, в 2006 году, он победоносно принял вызов первых драматических партий — Манрико и Каварадосси. Дебют в «Трубадуре» состоялся в Пармском театре Реджо, известном особо взыскательной публикой. Однако зрители были покорены безупречным верхним "до" в финале Кабалетты «Di quella pira». Лондонская премьера новой постановки «Тоски» объединила звездный состав — в ансамбле с Альваресом участвовали Анджела Георгиу и Брин Терфель. Дирижировал Антонио Паппано, с которым Альварес впервые сотрудничал в 2004 году, во время лондонской презентации новой режиссёрской версии «Вертера» Бенуа Жако. В 2010 году Лондонская сцена также стала свидетельницей первого истинно драматического опыта Альвареса — дебюта в «Аиде» Верди в новой режиссуре Дэвида МакВикара. А в 2011 году он блистательно опробовал силы в партии Альваро в парижской постановке «Силы Судьбы».
Однако не только романтический репертуар был источником вдохновения Альвареса - он стал активно покорять веристский стиль. В 2009 году, в Туринском театре Реджо, он триумфально дебютировал в "Адриане Лекуврёр" Чилеа, в 2009 году он открывал новую постановку "Андре Шенье" в Опере Бастилии, а в 2013, во время парижской премьеры, впервые спел в "Джоконде" Понкьелли. В 2015 году он впервые примерил костюм Канио из "Паяцев" Леонкавалло в опере Монте-Карло, а позднее, в этом же году, присовокупил к образу Паяца партию Туридду из "Сельской чести" Масканьи на сцене Метрополитен-Оперы, исполнив обе партии классического дуэта во время премьеры новой версии в авторстве МакВикара. Там же, в Нью-Йорке, он впервые исполнил партию Калафа в "Турандот" Пуччини, замыкая насыщенный веристскими дебютами 2015 год.
В ноябре 2016 года состоялся Нью-Йоркский дебют Альвареса  в партии Де Грие из "Манон Леско" Пуччини в партнерстве с Анной Нетребко. 
В конце 2017 года певец дебютировал в партии Луиджи в рамках юбилейной Нью-Йоркской постановки "Плаща" Пуччини, приуроченной к столетию с даты её мировой премьеры на сцене Метрополитен Оперы.
В июне 2021 года впервые в истории Берлинской государственной оперы была поставлена опера "Девушка с Запада" Пуччини и Альварес принял участие в премьерном составе, дебютировав в партии Рамереса. 
В январе 2024 года певец впервые исполнил партию Поллиона в опере Беллини "Норма" на сцене Гамбургской оперы. 
В долгосрочной перспективе аргентинского тенора - "Отелло Верди". Также Альвареса увлекает возможность исполнить партию вагнеровского репертуара в опере "Лоэнгрин".
Марсело Альварес – аргентинец, живущий постоянно в Италии, считает, что аргентинцы и итальянцы одинаковы. Так что под небом «bel paese - прекрасной страны» чувствует себя абсолютно комфортно.

## Личная жизнь
Марсело Альварес проживает в пригороде Милана, с супругой и сыном.

## Награды
- 1995 – Победа в региональном вокальном конкурсе в Павии, Италия
- 1995 - Второй приз первого вокального конкурса имени Лейлы Генчер в Станбуле, Турция
- 2000 – Награда "Gold Camera Award", 33-й ежегодный международный фестиваль кино и видео
- 2000 – Почетная премия международного кино-фестиваля Колумбус
- 2000 – Певец года, Echo Klassik
- 2002 – Певец года, Echo Klassik
- 2003 – Лучший тенор 2002 года, по результатам опроса читателей Italian L’Opera magazine
- 2007 – Оперная премия La Martesanа, организуемая OperaClick и музыкальной ассоциацией Harmonia